# 세키시촌
세키시촌(積志村)은 시즈오카현 하마나군에 속해있던 촌이다. 현재의 하마마쓰시 히가시구 북서부에 해당한다.

## 역사
- 1908년 1월 1일 - 아리타마촌, 나카고리촌 및 오노다촌의 일부가 합병해 성립하였다.
- 1957년 1월 1일 - 하마마쓰시에 편입해, 동일 세키시촌은 폐지되었다.
- 2007년 4월 1일 - 하마마쓰시가 정령지정도시로 승격해, 구촌지역은 히가시구 소속이 되었다.
- 2024년 1월 1일 - 하마마쓰시의 행정구역 개편에 따라 구촌 지역은 주오구로 편입되었다.

## 교통

### 철도노선
- 엔슈철도
  - 후타마타 전차선 (현 철도선
- 하마마쓰 전기철도(엔슈철도의 자회사)
  - 가사이선 (1914년~1944년)

### 도로
현재는 도메이 고속도로의 하마마쓰 키타버스 스톱이 소재하지만, 당시는 미개통.

## 참고 문헌
- 가도카와 일본 지명 대사전 22 静岡県